# Morgan F. Murphy

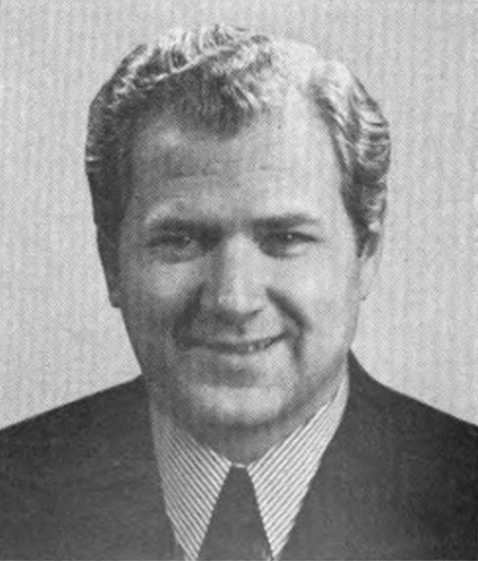
Morgan F. Murphy

Morgan Francis Murphy (* 16. April 1932 in Chicago, Illinois; † 4. März 2016 ebenda) war ein US-amerikanischer Politiker. Zwischen 1971 und 1981 vertrat er den Bundesstaat Illinois im US-Repräsentantenhaus.

## Werdegang
Morgan Murphy besuchte die öffentlichen Schulen seiner Heimat und studierte danach bis 1955 an der Northwestern University in Evanston. Zwischen 1955 und 1957 diente er im Marine Corps. Dabei war er ein Jahr lang im Fernen Osten eingesetzt. Zwischen 1958 und 1961 war er Verwaltungsangestellter am Bezirksgericht in Chicago. Nach einem Jurastudium an der DePaul University School of Law und seiner 1962 erfolgten Zulassung als Rechtsanwalt begann er in Chicago in diesem Beruf zu arbeiten. Im Jahr 1968 vertrat er unter anderem die Vereinigung der Milchmänner von Chicago während eines Streiks. Er arbeitete auch für die Gewerkschaft der Milchwagenfahrer. In den Jahren 1969 und 1970 war er für die lokale Alkoholkontrollkommission tätig. Politisch schloss er sich der Demokratischen Partei an. In den Jahren 1968 und 1972 war er Delegierter auf den jeweiligen Democratic National Conventions.
Bei den Kongresswahlen des Jahres 1970 wurde Murphy im dritten Wahlbezirk von Illinois in das US-Repräsentantenhaus in Washington, D.C. gewählt, wo er am 3. Januar 1971 die Nachfolge von William T. Murphy antrat. Nach vier Wiederwahlen konnte er bis zum 3. Januar 1981 fünf Legislaturperioden im Kongress absolvieren. Seit 1973 vertrat er dort als Nachfolger von Abner J. Mikva den zweiten Distrikt seines Staates. In seine Zeit im Kongress fielen unter anderem das Ende des Vietnamkrieges und die Watergate-Affäre. Damals endete auch die Bürgerrechtsbewegung.
Im Jahr 1980 verzichtete Morgan Murphy auf eine weitere Kandidatur. Nach dem Ende seiner Zeit im US-Repräsentantenhaus praktizierte er wieder als Anwalt. Später geriet er indirekt in die Schlagzeilen, weil sein Partner wegen krimineller Vergehen verurteilt wurde.